# 924 a.C.

## Eventos
- Ascensão do faraó Osocor I (r. 924–889 a.C.)[1][2]

## Mortes
- Sisaque I, primeiro faraó da XXII dinastia[1][2]